# Wieża Wardija
Wieża Wardija (malt. Torri tal-Wardija, ang. Wardija Tower) – jedna z trzynastu małych umocnionych kamiennych wież obserwacyjnych zbudowana za czasów wielkiego mistrza  Kawalerów maltańskich Martin de Redin na wyspie Malta. Wieże zostały zbudowane pomiędzy rokiem 1658 a 1661. Każda z wież znajduje się w zasięgu wzroku z sąsiedniej i służyły jako wieże komunikacyjne pomiędzy Gozo i Wielkim Portem, oprócz funkcji obserwacyjno-ostrzegawczych przed piratami pełniły funkcje obronne.
Wieża Wardija została zbudowana w 1659 roku jako ostatnia z 13 wież, jest usytuowana na wzgórzu na południe od Żurrieq na południowym wybrzeżu Malty. Leży na wschód od wieży Ħamrija. Jest najmniejszą z wież De Redina. Posiada dwie kondygnacje. Górna z niewielkimi oknami oraz pierwotnymi drzwiami wejściowymi służyła jako pomieszczenie mieszkalne dla załogi, natomiast dolna pozbawiona okien i drzwi służyła jako magazyn żywności i broni dla załogi.
Wieża jest własnością Rządu Malty i wydzierżawiona osobie prywatnej. Została wpisana na listę National Inventory of the Cultural Property of the Maltese Islands pod numerem 01386.